# Caligula jonasi
Caligula jonasi (tên tiếng Anh: Jonasi Silkmoth) là một loài bướm đêm thuộc họ Saturniidae. Nó được tìm thấy ở Nhật Bản, Trung Quốc và bán đảo Triều Tiên.

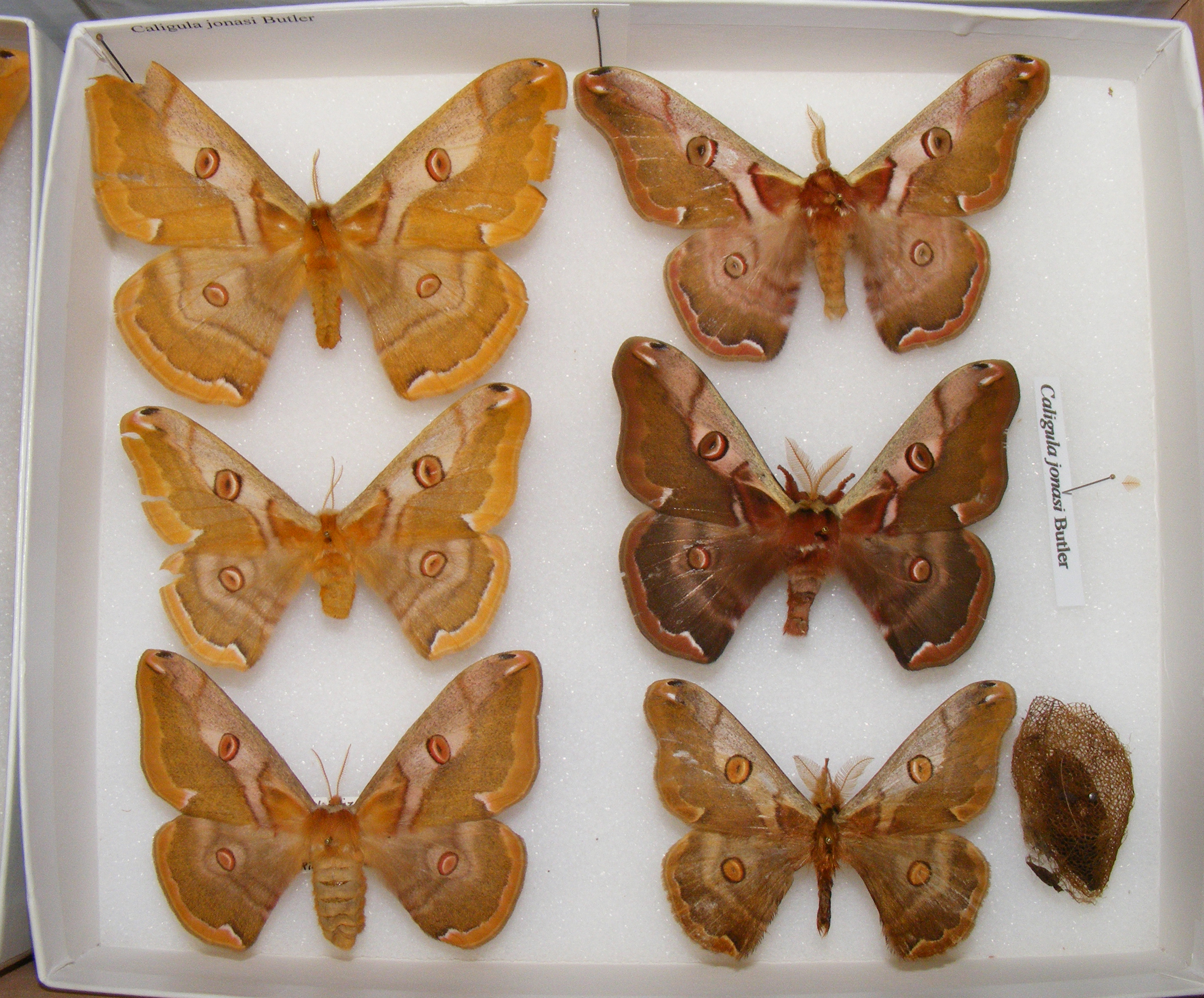
Varietion

Sải cánh dài 100–110 mm. Con trưởng thành bay từ tháng 10 đến tháng 4.
Ấu trùng ăn Chestnut, Willow, Apple, Hawthorn, Oak và Poplar. Ấu trùng có lông có thể gây ngứa cho da nếu tiếp xúc.